# Melissodes opuntiella
Melissodes opuntiella là một loài Hymenoptera trong họ Apidae. Loài này được Cockerell mô tả khoa học năm 1911.